# Hindola prostrata
Hindola prostrata är en insektsart som beskrevs av Maa 1963. Hindola prostrata ingår i släktet Hindola och familjen Machaerotidae. Inga underarter finns listade i Catalogue of Life.